# Era Axial
O filósofo alemão Karl Jaspers definiu a Era Axial (período que decorre entre o ano 800 a.C. e o ano 200 a.C.) como a linha divisória mais profunda da História da humanidade, durante a qual apareceu a mesma linha de pensamento em três regiões do mundo: a China, a Índia e o Ocidente. Após a Era Axial, as diferentes regiões da Terra não voltaram a ter o mesmo paralelismo. Segundo Jaspers, o Homem como o conhecemos hoje nasceu nesta época, mas para este fenómeno ainda não se consegue encontrar nenhuma explicação, nem nenhum dado comprova uma interligação entre os Povos mediterrâneos, a Índia e a China neste período. 

## Características da Era Axial
1. O Homem torna-se consciente de si mesmo e das suas limitações. O seu anseio é a salvação pessoal.
2. Procura conseguir essa salvação através da reflexão. Pela primeira vez na História, os filósofos surgem em público. Nascem conflitos filosóficos, da ânsia de convencer os demais. Tudo acaba na discussão, na ruptura e, finalmente, o caos.
3. Deste caos nascem todas as correntes actuais do pensamento.
4. As opiniões, o modo de agir e os costumes do Homem são postos em causa e, ao longo do tempo, mudam.

Todas estas características aparecem sob as mesmas circunstâncias sociológicas: a China, a Índia e o Ocidente, constituídos cada um deles por pequenos Estados, envolvem-se em lutas intermináveis. Os estudantes vão de cidade em cidade trocando ideias. Estes estudantes eram os homens sábios da religião e da filosofia.
- Na China, confucionismo, taoísmo, as escolas de Mo-ti, Chuang-tse, Leh-tsu, entre outros;
- Na Índia, bramanismo, budismo.
- No Ocidente, o zoroastrismo, os profetas do judaísmo como Elías, Isaías, Jeremías e, na Grécia, o sofismo, a filosofia de Parménides, Heráclito e Platão, as tragédias de Tucídides e Arquímedes.

Todas estas correntes surgiram de maneira quase simultânea durante este período, com tudo o que delas resultou para o futuro do Homem -, sem que nenhuma tivesse contacto com as outras.